# Achaetomium sphaerocarpum
Achaetomium sphaerocarpum är en svampart som beskrevs av J.N. Rai & H.J. Chowdhery 1974. Achaetomium sphaerocarpum ingår i släktet Achaetomium och familjen Chaetomiaceae.   Inga underarter finns listade i Catalogue of Life.